# Vicente Menéndez Zapico
Vicente Menéndez Zapico (3 d'octubre de 1905, ? - 21 de febrer de 1973, Madrid) fou un militar espanyol de l'arma de Cavalleria que, essent tinent, formà part del grup de militars anomenats Jinetes de Alcalá i que s'avalotà contra el govern de la Segona República Espanyola el 1936 a Mallorca. Els primers mesos de la Guerra Civil participà en la formació de les milícies falangistes, en la repressió de membres i simpatitzants del Front Popular i en la defensa contra el desembarcament de Mallorca per part de tropes republicanes.

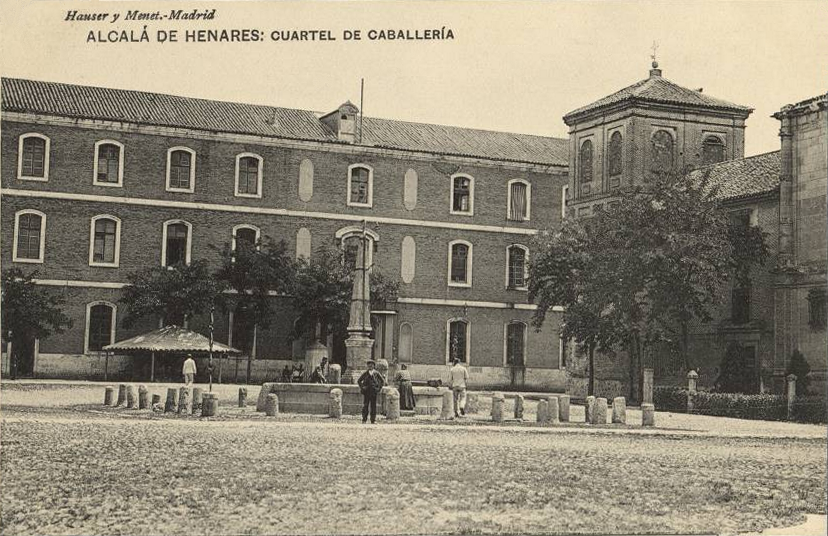
Quarter de Cavalleria del Príncep, dit de san Diego, a Alcalà de Henares, cap el 1912

El 1930 assolí el grau de tinent. El 1932 estava destinat al cos de seguretat. L'abril de 1936 fou destinat al Regiment de Caçadors de Villarrobledo, núm. 3.
Formà part dels anomenats Jinetes de Alcalá, un grup de militars de l'arma de Cavalleria adscrits als Regiments de Caçadors de Calatrava, núm. 2, i de Villarrobledo, núm. 3, destinats a Alcalá de Henares, que a finals de juny de 1936 foren confinats al castell de Sant Carles de Palma, Mallorca. El Govern de la Segona República aprofità uns greus incidents entre soldats i membres de partits d'esquerra per fer neteja de conspiradors d'ambdós regiments. Al castell de Sant Carles conegueren al cap de la Falange Española a Mallorca, Alfonso de Zayas, que també estava empresonat i que els posà amb contacte amb els militars que s'havien d'aixecar contra la República. Quan es produí el pronunciament militar del 18 de juliol de 1936, aquests militars es posaren a les ordres dels avalotats. Participà en la formació de les milícies falangistes a Andratx i en la repressió de membres i simpatitzants del Front Popular (detencions il·legals, tortures i assassinats). Formà part de l'escamot que ocupà la seu del Govern Civil, pistola en mà, fent presoner al Governador Civil, Antonio Espina. També participà en l'atac a l'estació de ràdio del Port de Sóller i probablement en la defensa contra el desembarcament de Mallorca.
Després d'uns mesos a Mallorca retornà a la península. L'abril de 1937 formava part de tribunals de consells de guerra que condemnaren membres dels partits d'esquerres a Salamanca. El 1944 havia assolit el grau de comandant i el 1956 el de tinent coronel. El 1961 estava destinat a l'Agrupació Blindada Lusitània, núm. 8. El 1963 estava en serveis civils la Presidència del Govern. El 1965 fou ascendit a coronel, estan en serveis civils a la direcció general de protecció civil a Madrid.